# Ololygon atrata
Espèce
Synonymes
- Hyla atrata Peixoto, 1989 "1988"
- Scinax atratus (Peixoto, 1989)

Statut de conservation UICN

 DD  : Données insuffisantes
Ololygon atrata est une espèce d'amphibiens de la famille des Hylidae.

## Répartition
Cette espèce est endémique de Brésil. Elle se rencontre au-dessus de 1 200 m d'altitude dans la serra da Bocaina et la serra do Itatiaia dans les États de São Paulo et de Rio de Janeiro,.

## Description
Les mâles mesurent jusqu'à 19,2 mm et les femelles jusqu'à 20,0 mm.

## Publication originale
- Peixoto, 1989 "1988" : Duas novas espécies de Ololygon do grupo perpusilla (Amphibia, Anura, Hylidae). Arquivos da Universidade Federal Rural do Rio de Janeiro, Itaguai, vol. 11, no 1/2,  p. 27-37.